# 125
|  | Per a altres significats, vegeu «125 (desambiguació)». |

## Esdeveniments

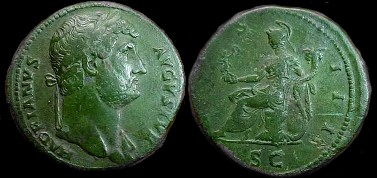
Sesterci d'Hadrià encunyat el 125

- Roma: és escollit bisbe de Roma Telèsfor I.
- Imperi Romà: Catorzè any de regnat d'Hadrià, són cònsols de Roma Tici Aquilí i Valeri Asiàtic.

## Naixements
- (Data aproximada), Àfrica Luci Appuleu, escriptor i filòsof romà.

## Necrològiques
- c. Sixt I, bisbe de Roma.